# Saint-Christophe-le-Jajolet
Saint-Christophe-le-Jajolet é uma antiga comuna francesa na região administrativa da Normandia, no departamento Orne. Estende-se por uma área de 12,05 km². Em 2010 a comuna tinha 1 229 habitantes (densidade: 102 hab./km²).
O 1 de janeiro de 2015 fundiu-se com outras 3 comunas, Marcei, Saint-Loyer-des-Champs et Vrigny, criando a nova comuna de Boischampré.